# Carpodectes
Carpodectes és un gènere d'ocells de la família dels cotíngids (Cotingidae).

## Taxonomia
Segons la Classificació del Congrés Ornitològic Internacional (versió 14.2, 2024) aquest gènere està format per tres espècies:
- Cotinga blanca (Carpodectes hopkei Berlepsch, 1897)
- Cotinga becgroga (Carpodectes antoniae Ridgway, 1884)
- Cotinga nívia (Carpodectes nitidus Salvin, 1865)